# Quehué
Quehué es una localidad de Argentina en el departamento Utracán, en la provincia de La Pampa. Está 75 km al sur de la capital provincial. Se accede a través de las rutas provinciales 9 y 18.
Las tierras donde se fundó pertenecían a José Nazario Romero y Tomás Lunt. Días antes se inauguró el tramo del Ferrocarril del Sud (actual General Roca) que unía el puerto de Bahía Blanca en la provincia de Buenos Aires con Toay en el entonces Territorio Nacional de la Pampa Central. En 1907 el Consejo Nacional de Educación creó la escuela. En tanto que la Comisión de Fomento se inauguró en 1920, siendo su primer presidente el señor Lorenzo Molina, quien desempeñó el cargo, reelección mediante, hasta 1929.

## Toponimia
El nombre proviene del mapudungun y significa lugar central.
Según el escritor e investigador pampeano maestro Armando Forteza primero se lo denominó "El Caldén".  Acerca de la acepción del topónimo hay distintas interpretaciones. El maestro Enrique Stieben lo relaciona con "gritar" y a simulacros de combates que se hacían con griteríos. En cambio Eliseo A. Tello lo vincula con "estómago", algo que está en el centro o "lugar del centro". Tello cita a Manuel J. Olascoaga, quien en su "Estudio Topográfico" escribió "donde es el centro".

## Población
Contó con 422 habitantes (Indec, 2010), lo que representó un incremento del 9% frente a los 385 habitantes (Indec, 2001) del censo anterior.
El censo nacional 2022 arrojó 569 habitantes y 388 viviendas.
| Gráfica de evolución demográfica de Quehué entre 1991 y 2022 |
|                                                              |
| Fuente: Censos nacionales del INDEC                          |